# Quercus gilva
Quercus gilva är en bokväxtart som beskrevs av Carl Ludwig von Blume. Quercus gilva ingår i släktet ekar, och familjen bokväxter. Inga underarter finns listade.

## Bildgalleri

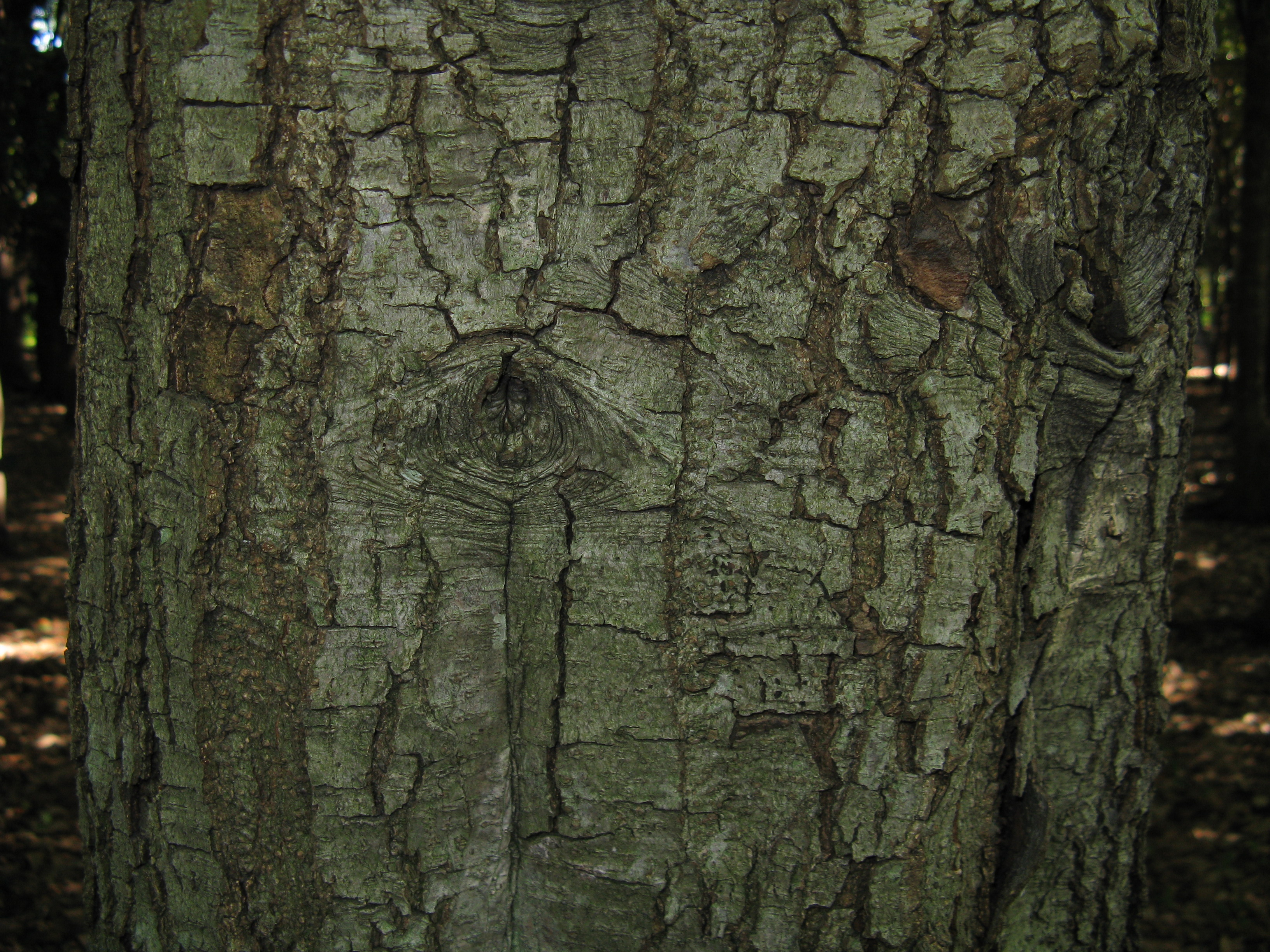
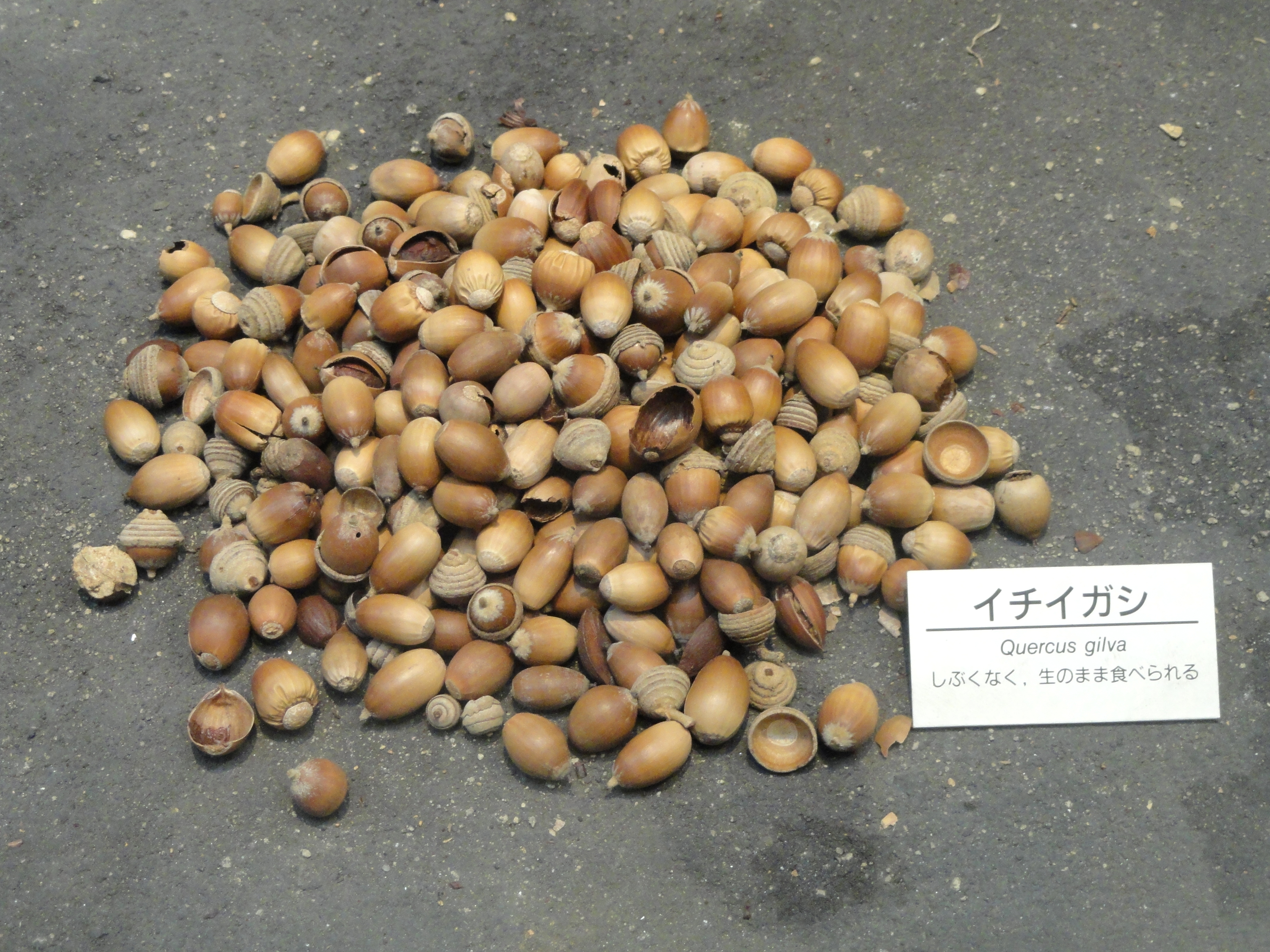
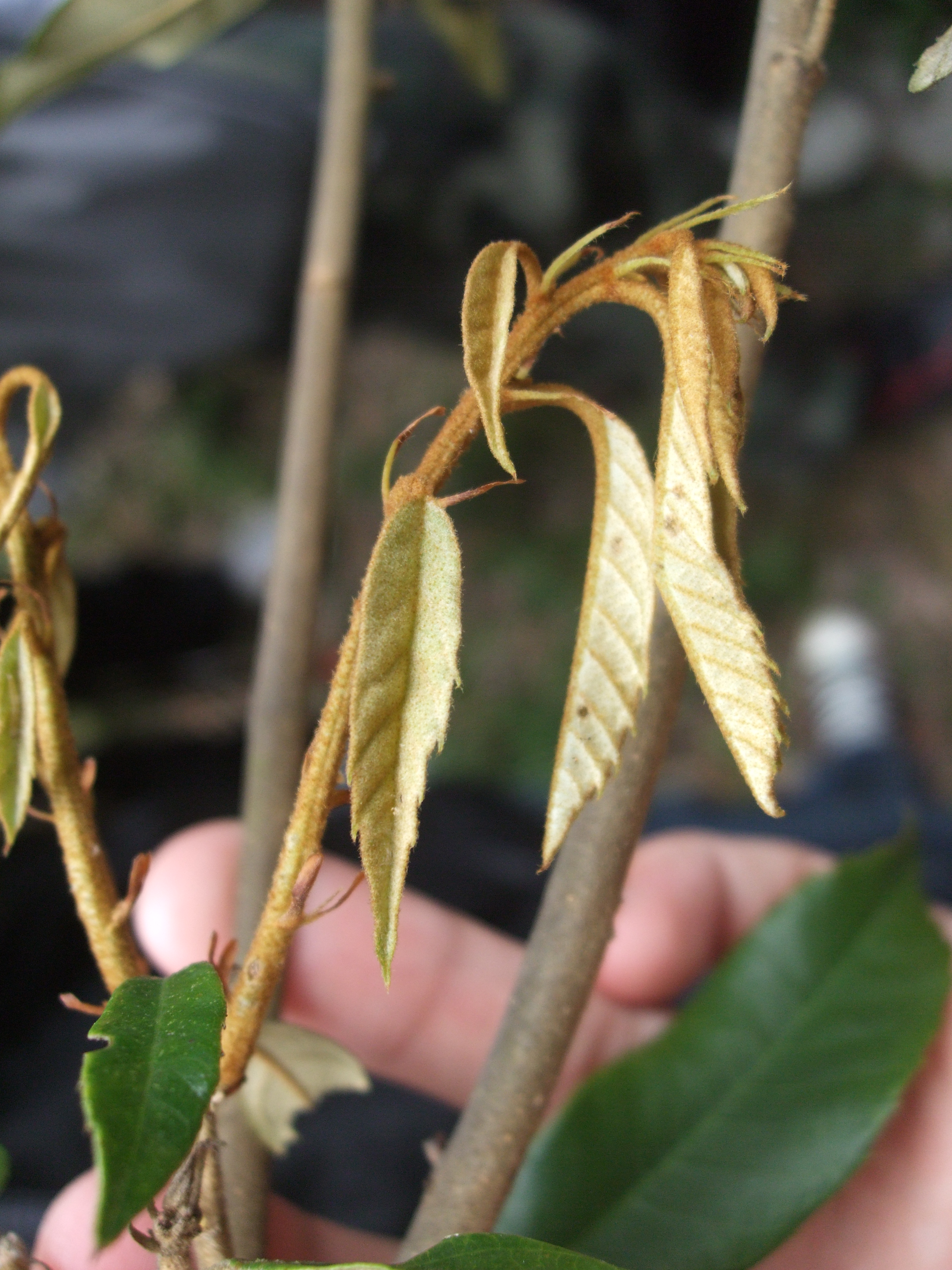